# Liste der geschützten Landschaftsteile in Wien
Diese Liste der geschützten Landschaftsteile in Wien listet die vier Geschützten Landschaftsteile in der Bundeshauptstadt Wien auf.

## Geschützte Landschaftsteile
| Foto |                 | Name           | ID   | Bezirk    | Standort                           | Beschreibung | Fläche | Datum      |
| ---- | --------------- | -------------- | ---- | --------- | ---------------------------------- | --- | ------ | ---------- |
| 1    | Datei hochladen | Endlichergasse | 9057 | Favoriten | Wien Standort                      | Erhaltung der das Landschafts- und Ortsbild verschönernden Naturgebilde | 1,5 ha | 07.12.1976 |
| 1    | Datei hochladen | Wienerberg     | 9056 | Favoriten | Wien KG: Inzersdorf-Stadt Standort | Erhaltung der Eigenart, Schutz des Landschaftsbilds und der kleinklimatischen und ökologischen Verhältnisse                                                                     | 94 ha  | 01.07.1995 |
| 1    | Datei hochladen | Blaues Wasser  | 9055 | Simmering | Wien KG: Albern Standort           | Schutz des Landschaftsbilds und Landschaftshaushalts | 58 ha  | 21.01.1986 |
| 1    | Datei hochladen | Mauerbach      |      | Penzing   | Wien KG: Hadersdorf Standort       | Anmerkung: Die angegebenen Koordinaten zeigen den südöstlichen Bereich des geschützten Landschaftsteils, wo sich das schmale, langgezogene Areal nahe Schloss Laudon erweitert. | 49 ha  | 27.05.1982 |